# Pandèmia de COVID-19 al Sudan
La propagació de la pandèmia per coronavirus de 2019-2020 al Sudan va començar el 12 de març de 2020 tot i que només es va saber l'endemà arran de l'autòpsia d'un home que havia tornat recentment dels Emirats Àrabs Units, essent alhora el primer cas confirmat i la primera mort de Covid-19 del país.
En data del 19 d'abril, Sudan comptava 66 casos confirmat, 6 persones guarides i 10 víctimes mortals.

## Cronologia
El 13 de març del 2020, les autoritats sudaneses van confirmar el primer cas de persona infectada pel Covid-19 i alhora la primera víctima mortal del país. Es tractava d'un ciutadà sudanès que havia fet una estada als Emirats Àrabs Units durant la primera setmana de març.
Sudan aturà l'emissió de visas, i alhora va anul·lar els vols, per a vuit països, entre els quals Itàlia i Egipte neighbouring, over fears of la pandèmia de coronavirus.
El 20 de març s'anuncià l'existència d'un segon cas confirmat, un estranger d'una quarantena d'anys que treballa per a una organització internacional. Alhora el goven informà de la prohibició de totes les concentracions de públic incloent-hi les celebracions religioses, els esdeveniments esportius i els bars de narguil
El 24 de març el ministre de Cultura i d'Informació i alhora portaveu del govern, Faisal Mohamed Saleh, assabentà d'un tercer cas de persona contagiada, una persona que havia viatjat a un país àrab.
El portaveu oficial confirmà que hi havia tres ciutadans sudanesos infectats with Coronavirus a l'exterior del Sudan, dos d'ells als Emirats Àrabs Units i outside Saudi Arabia.
According to Saleh, el ministre de Salut, Arkam Eltom, va informar el gabinet que havien rebut el dilluns anterior material mèdic i protector que el bilionari xinès i cofundador d'Alibaba, Jack Ma, havia donat al país com a ajuda per a lluitar contra el virus. El subministrament mèdic que inclou 20.000 testing kits, 100.000 màscares i 1.000 protective suits s'ha de distribuir a diferent estats del territori tot i que el govern will prioritize Khartoum i els estats que tenen punts d'accessos amb els països veïns.
El vespre del 23 de març el govern sudanès mitjançant el director del Comitè d'Emergència de Salut Nacional, Siddiq Tawer, va declarar durant un discurs televisat un toc de queda nacional a partir del dimarts 25 de les 8 del vespre a les 6 del matí, tot demanant la cooperació de tothom.
https://www.sudantribune.com/spip.php?article69140
Tawer va anunciar que Sudan tenia 17 casos sospitosos suspected d'infecció que feien una quarantena, tot afegint que el nombre de casos no havia augmentat.
The head of Sudan's Sovereign Council, Abdel Fattah al-Burhan, has asked a la gent de romandre a casa, warning that the country’s healthcare sistema de salut del Sudan és fràgil i and cannot cope amb l'expansió del virus.
https://www.aa.com.tr/en/africa/sudan-to-impose-partial-curfew-over-coronavirus/1776849
```
Sudan to impose partial curfew over coronavirus
```

Es comunicà la confirmació de dos nous casos de contaminació el 28 de març.

## Dades estadístiques
Evolució del nombre de persones infectades amb COVID-19 al Sudan
Evolució del nombre de víctimes mortals al Sudan